# Felicitas Rose

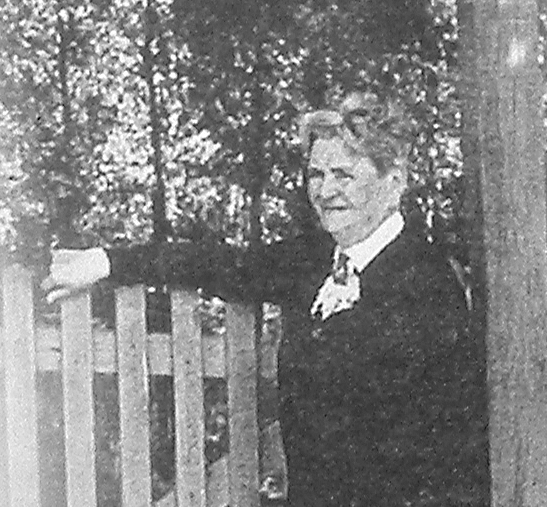
Felicatias Rose

Felicitas Rose Moersberger (Künstlername Felicitas Rose), geboren als Rose Felicitas Schliewen, (* 31. Juli 1862 in Arnsberg; † 18. Juni 1938 in Berlin), begraben in  Müden (Örtze),  war eine deutsche Schriftstellerin.

## Leben

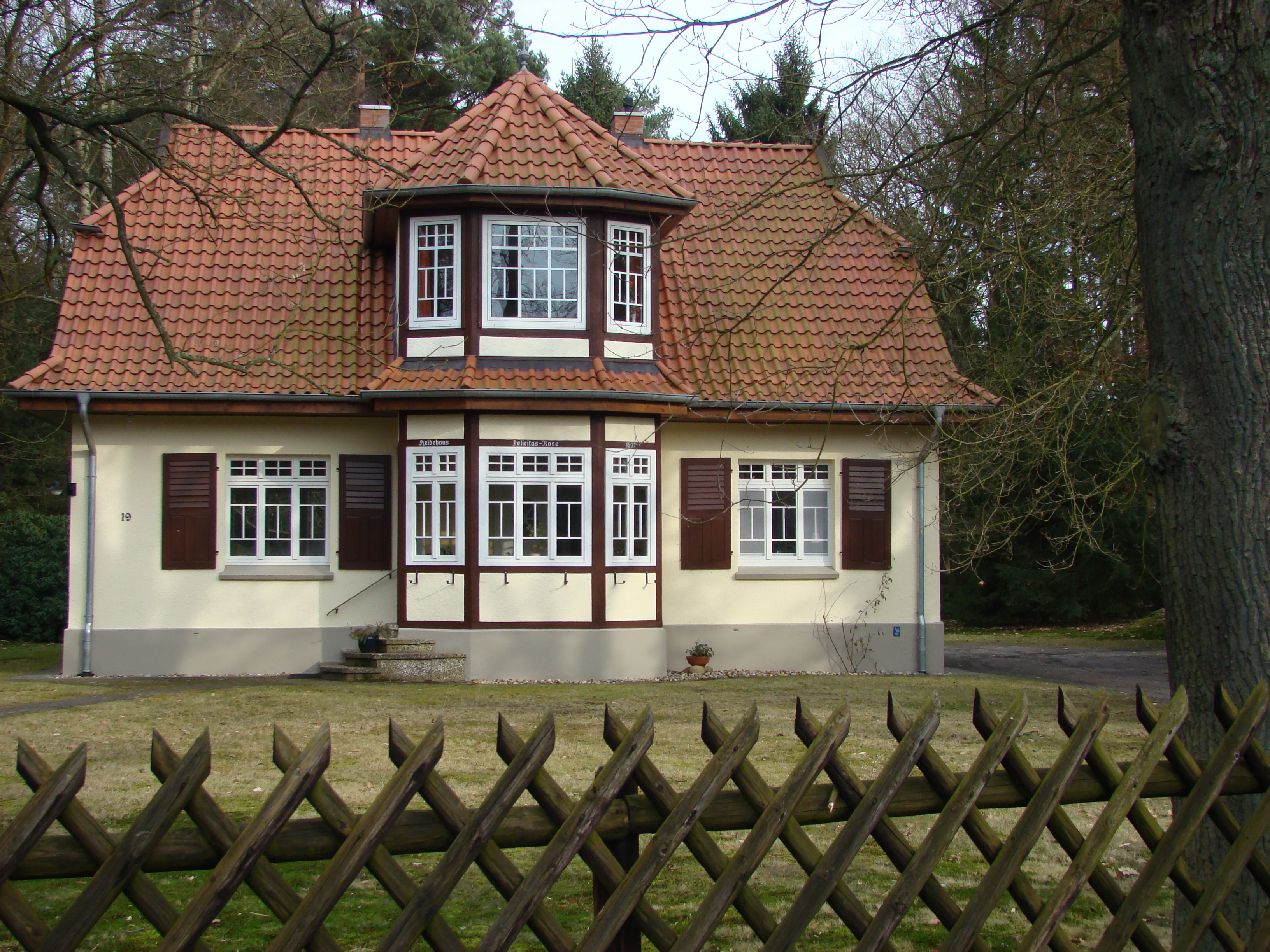
Haus Ginsterbusch von Felicitas Rose in Müden (Örtze)

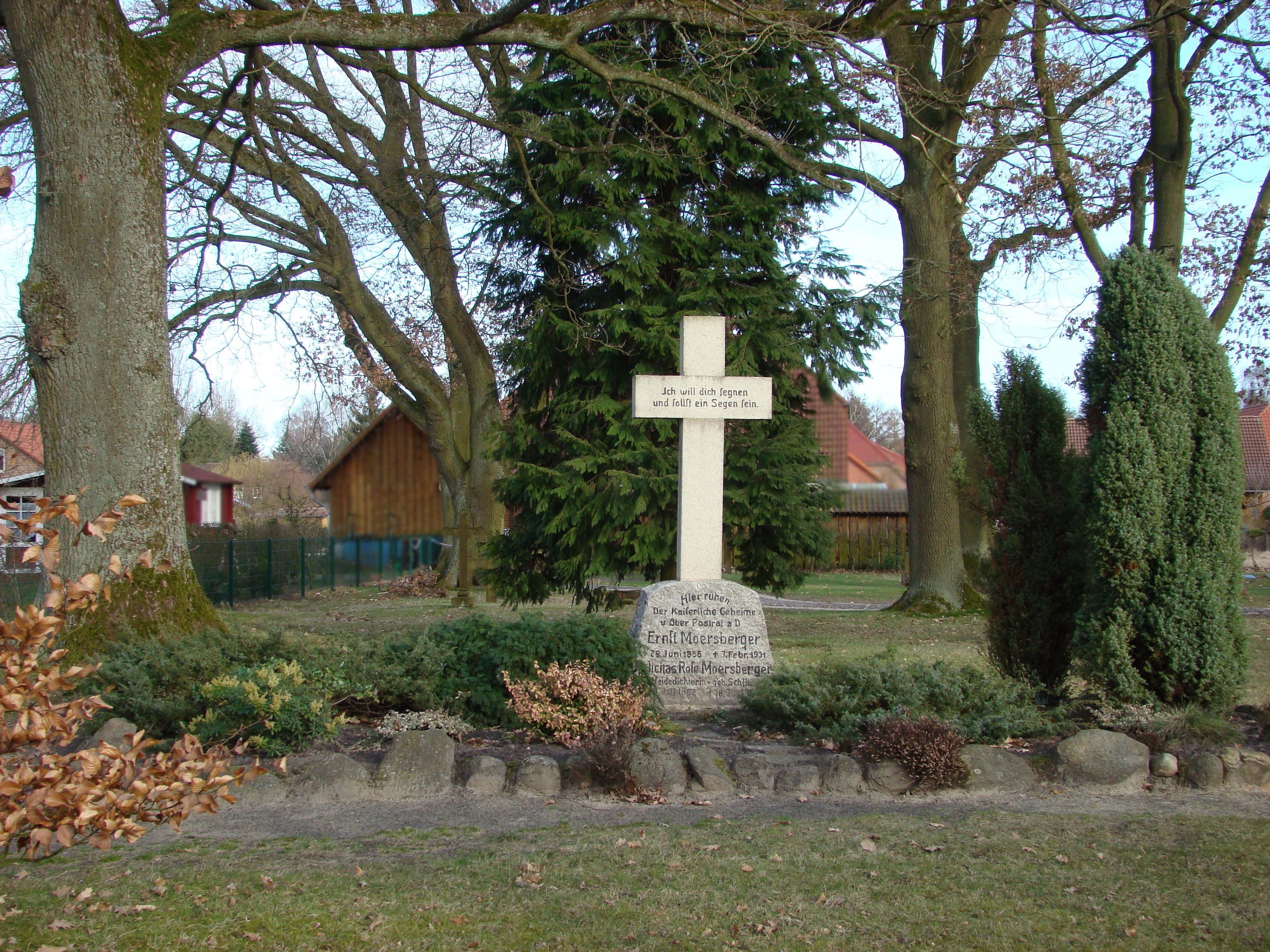
Grabstelle in Müden (Örtze)

Ihr Leben verbrachte Felicitas Rose an wechselnden Orten, vor allem in Nord- und in Mitteldeutschland. Sie wohnte zeitweilig u. a. in Altona, Minden, Potsdam, Gumbinnen, Erfurt, Leipzig, Berlin, Oldenburg, Kiel, Kassel und Bremen. Ihr Vater war Oberpostrat. Ihr Ehemann Ernst Moersberger (Eheschließung 1884) war ebenfalls Kaiserlicher  Geheimer Oberpostrat und wurde oft dienstlich versetzt. In den Jahren von 1914 bis 1930 lebten sie fast ausschließlich in Berlin.
Im Jahre 1929 erwarb Felicitas Rose in Müden (Örtze) ein Haus, das sie nach ihrem Roman Der hillige Ginsterbusch „Haus Ginsterbusch“ nannte. 1930 wurde Müden ihr Hauptwohnsitz. Zudem mietete sie gleichzeitig eine Suite im Hotel Kaiserhof in Berlin. Im Berliner Verlagshaus Bong & Co erschienen fast alle ihre Werke.
1932 trat sie der NSV bei. 1937 beantragte sie wenige Monate vor ihrem Tod die Aufnahme in die NSDAP.
Auf dem inzwischen aufgelassenen alten Friedhof in Müden fand die Schriftstellerin ihre letzte Ruhestätte, neben ihrem 1931 verstorbenen Ehemann. Das Doppelgrab ist noch erhalten.

## Werk

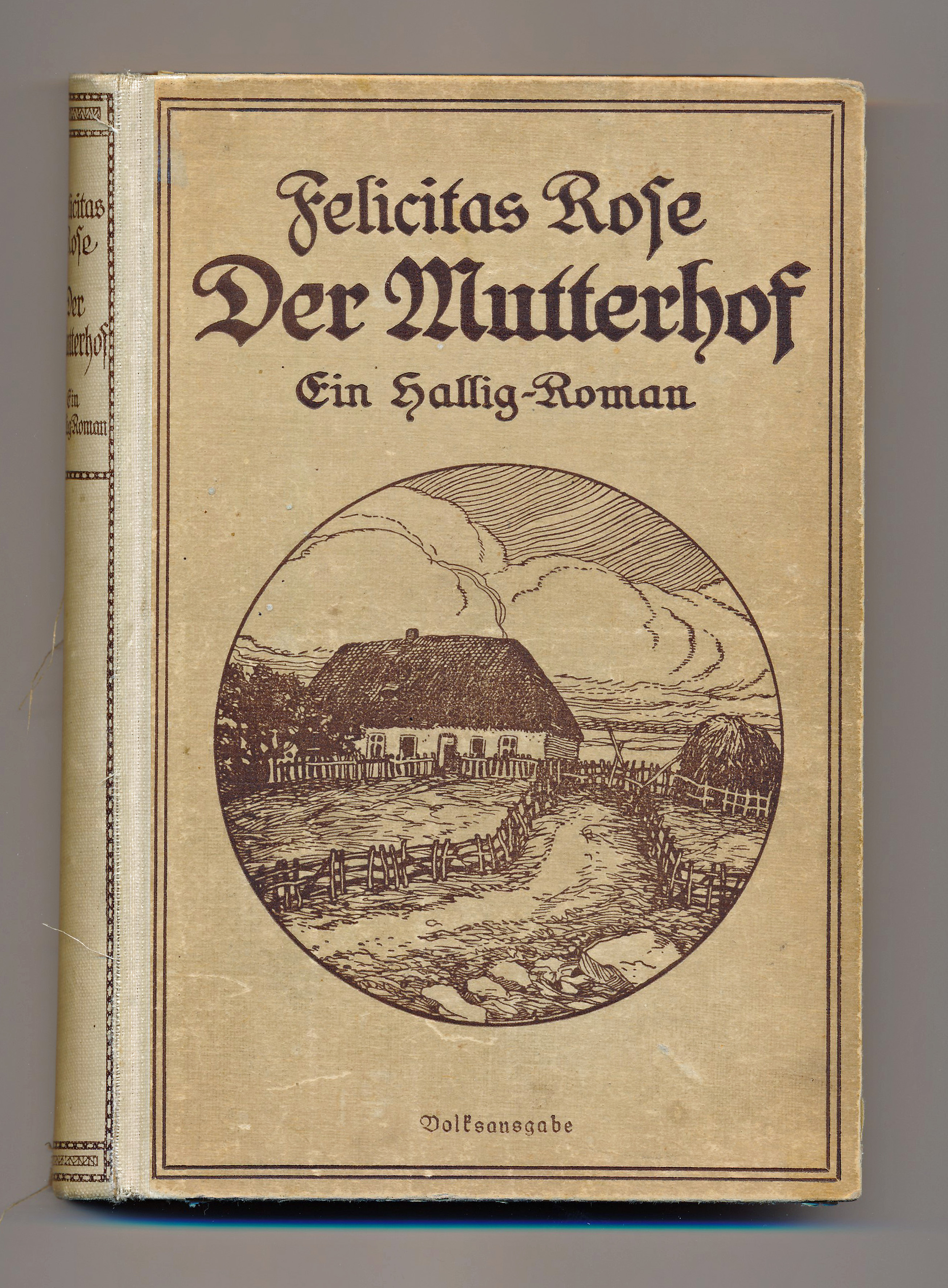
Buchumschlag des Romans Der Mutterhof

Als erstes gebundenes Werk erschien 1900 im Verlag Maske (Oppeln) ein Band mit Erzählungen unter dem Titel Kerlchen. Diese Figur steht auch im Mittelpunkt der zehnbändigen Romanserie Provinzmädel (1902–1904). Neben dem Erstling wurden zwei Bände mit Erzählungen veröffentlicht: Bilder aus den vier Wänden (1911) und Und irgendwas für mich (1925). Als Sonderdruck erschien 1925 die Erzählung Das Herz in der Birke. 1924 erschien ein Gedichtband unter dem Titel Rotbraunes Heidekraut.
Als ein Hauptwerk gilt der Roman Pädagogische Briefe einer Mutter (1911), der auch unter dem Titel Plauderbriefe einer Mutter erschien. Ihr erfolgreichster Roman mit einer Gesamtauflage von 500.000 Stück bis 1938 wurde der 1909 veröffentlichte Heideschulmeister Uwe Karsten, der 1933 und 1954 verfilmt wurde.

Felicitas Rose schreibt über sich selbst:

„Ich wüßte keinen Tag im Leben meiner Eltern, da der Vater nicht um sechs Uhr früh aufgestanden wäre, die Mutter aber schon um vier Uhr. […] Diese köstliche Angewohnheit blieb auch die meine. Meine Bücher entstanden alle in frühester Morgenstunde, und auch jetzt im Alter atme ich gern die Luft in meiner Heide, die noch niemand vor mir geatmet hat.“

Kurz vor Felicitas Roses Tod wurde eine Sonderausgabe gedruckt, die 16 Werke in acht Doppelbänden umfasst.
Weitere Romane:
- Die Eiks von Eichen (1910)
- Drohnen (1912)
- Pastor Verden (1912)
- Meerkönigs Haus (1917)
- Das Lyzeum in Birkholz (1917)
- Der Mutterhof (1918)
- Der Tisch der Rasmussens (1920)
- Der graue Alltag und sein Licht (1922)
- Erlenkamp Erben (1924)
- Die Erbschmiede (1926)
- Der hillige Ginsterbusch (1928)
- Die Wengelohs (1929)
- Das Haus mit den grünen Fensterläden (1930)
- Die vom Sunderhof (1932)
- Wien Sleef, der Knecht (1933)
- Die jungen Eulenrieds (1937)